# Ducula aenea
La dúcula verde (Ducula aenea) es una especie de ave columbiforme de la familia Columbidae. En la India se lo considera el ave estatal de Tripura.

## Distribución geográfica
Es una especie de paloma tropical asiática que se encuentra desde la India hasta las Célebes y Filipinas.

## Subespecies
Se reconocen las 12 siguientes:
- D. a. sylvatica (Tickell, 1833) - norte de India y Nepal hacia el sur de China hacia Tailandia, Indochina e islas Andamán
- D. a. pusilla (Blyth, 1849) - sur de India y Sri Lanka
- D. a. andamanica Abdulali, 1964 - islas Andamán
- D. a. consobrina (Salvadori, 1887) - islas al oeste de Sumatra excepto Enggano
- D. a. oenothorax (Salvadori, 1892) - Enggano
- D. a. polia (Oberholser, 1917) - península Malaya hacia las islas de la Sonda
- D. a. palawanensis (Blasius, W, 1888) - Banggi (norte de Borneo) hasta Palawan e islas cercanas (sudoeste de Filipinas)
- D. a. fugaensis (Hachisuka, 1930) - norte de Filipinas (Calayan, norte de Camiguin y Fuga)
- D. a. nuchalis (Cabanis, 1882) - norte de Luzón
- D. a. aenea (Linnaeus, 1766) - Filipinas (quitando el norte de Luzón y Palawan)
- D. a. intermedia (Meyer, AB & Wiglesworth, 1894) - islas Talaud y islas Sangihe
- D. a. paulina Bonaparte, 1854 - Célebes, islas Togian, islas Banggai y islas Sula